# Pædagogikum
Pædagogikum er betegnelsen for et etårigt, postgraduat uddannelsesforløb i pædagogik. Forløbet forudsætter en kandidatuddannelse i mindst ét gymnasiefag (f.eks. en cand.mag.- eller cand.scient.-grad) – samt fastansættelse på en gymnasial uddannelsesinstitution. Gennemført og bestået pædagogikum giver undervisningskompetence på de gymnasiale uddannelser (stx, hf, hhx, htx m.fl.).
Pædagogikum-forløbet er delt i en praktisk og en teoretisk del.
På dansk findes der p.t. ingen forkortelse for gennemført pædagogikum. Undervisningsministeriet henviser til den tilsvarende engelske forkortelse – Dip.Ed. (Diploma of Education) – i såvel danske som internationale sammenhænge.